# 田辺昇一
田辺昇一（たなべ しょういち、1922年3月15日 - 2015年12月22日）は、日本の経営コンサルタント。タナベ経営（現：タナベコンサルティンググループ）の創業者・名誉会長。

## 略歴
福井県小浜市出身。1945年東北帝国大学工学部航空力学科卒。成瀬政男に師事。岡田金属工業勤務、京都能率協会理事を経て、田辺経営相談所を設立、のちタナベ経営とし、社長。経営コンサルタント。

## 著書
- 『経営の赤信号』東洋経済新報社 1961
- 『経営の曲がり角』東洋経済新報社 1962
- 『経営方針はこうして樹てる 大小12社の実例』田辺経営相談所 1963
- 『成長する会社』東洋経済新報社 1963 のち新潮文庫
- 『まちがいだらけの経営』東洋経済新報社 1964
- 『会社を食いものにするのは誰か』日本法令様式販売所 1964
- 『会社をつぶすな 経営打開策と経営戦略』日本法令様式販売所 1965
- 『不況打破の経営』東洋経済新報社 1965
- 『個性ある企業価値ある経営 新時代の経営原則』日本法令様式販売所 1966
- 『関西商法 東京を占領した大阪の大将たち』(カッパ・ビジネス)光文社 1966 のち新潮文庫
- 『危機に強い経営 今日の繁栄は明日を保証しない』ダイヤモンド社 1968
- 『企業繁栄三つの鍵』東洋経済新報社 1968
- 『心に革命を起せ 人生・経営名言集』ダイヤモンド社 1969　のち新潮文庫
- 『人間の魅力 壁を破るものは何か』ダイヤモンド社 1970 のち新潮文庫
- 『中堅企業成長の秘密』編著 東洋経済新報社 1970
- 『70年代の経営原理』産業能率短期大学出版部 1970
- 『成長企業の総合判断』総合判断シリーズ 金融財政事情研究会 1972
- 『減速時代をのりきれ』東洋経済新報社 1972
- 『田辺昇一の経営道場 異質時代のプロ経営者への道』産業能率短期大学出版部 1973
- 『わが道をゆく 人間形成の知恵』ダイヤモンド社 1973 のちサンマーク文庫
- 『乱況の経営 インフレ時代を乗り切る100の決め手』産業能率短期大学出版部 1973
- 『成功経営者の秘密 (田辺昇一対談集 1)』産業能率短期大学出版部 1974
- 『日本的経営の実践 (田辺昇一対談集 2)』産業能率短期大学出版部 1974
- 『田辺昇一の経営ノウハウ 中堅企業の経営再点検』ダイヤモンド社 1974
- 『自力本願の経営 (田辺昇一対談集 3)』産業能率短期大学出版部 1975
- 『変換の経営 低成長時代に生き残る100の処方箋』産業能率短期大学出版部 1975
- 『高収益会社の秘密 (田辺昇一対談集 4)』産業能率短期大学出版部 1976
- 『昭和50年代の経営原則 充実・安定・均衡への道』産業能率短期大学出版部 1976
- 『中身で勝負せよ 混迷の時代に勝ち残る経営指針』産業能率短期大学出版部 1977
- 『いまが明日をひらく 悔いなき人生の探求』ダイヤモンド社 1977
- 『知恵を活かす経営 (田辺昇一対談集 6)』産業能率短期大学出版部 1978
- 『経営コンサルタント入門』ダイヤモンド社 1978
- 『強存強栄 80年代を勝ち抜く経営指針』産業能率短期大学出版部 1978
- 『油乱の経営 オイルフレーション克服一〇三の決め手』産業能率大学出版部 1979
- 『80年代の経営難題を解く』ダイヤモンド社 1980
- 『仕事の魅力』産業能率大学出版部 1980　のち三笠書房・知的生きかた文庫
- 『乱世を生き抜く経営 (田辺昇一対談集 7)』産業能率大学出版部 1981
- 『複合時代の経営』産業能率大学出版部 1981
- 『もうちょっと主義 見えない違いを創れ』ダイヤモンド社 1982
- 『強小は弱大に勝る』産業能率大学出版部 1982
- 『峠をこえた経営 (田辺昇一対談集 8)』産業能率大学出版部 1982
- 『後継者の育て方』ダイヤモンド社 1982
- 『まちがいだらけの中堅企業経営』東洋経済新報社 1983
- 『重役塾 企業多産多死時代の経営実践訓』ダイヤモンド社 1983
- 『変通自在の経営 (田辺昇一対談集 9)』産業能率大学出版部 1983
- 『やってみなはれ (田辺昇一対談集 10)』産業能率大学出版部 1984
- 『生まれ変わる経営 これからどうなる・これからどうする』産業能率大学出版部 1985
- 『未見への出発』ダイヤモンド社 1985
- 『円高・女時の経営』産業能率大学出版部 1986
- 『伸びる会社の創り方』講談社ビジネス 1986
- 『転回の経営 過去にこだわるものは未来を失う』産業能率大学出版部 1988
- 『社長のこころ 三十年間社員に送りつづけたメッセージ』タナベ経営 1988
- 『創心の経営』タナベ経営 1991
- 『企業の魅力 企業に未来はあるか』タナベ経営出版部 1992
- 『大転換を斬る 田辺昇一の経営塾』タナベ経営 1993
- 『創破し明日へ挑む』タナベ経営 1994
- 『不安な時代の経営 窮スレバ通ズ』産能大学出版部 1995
- 『人生ニッコリ笑って生命がけ』タナベ経営 1995
- 『いまが明日をひらく 悔いなき人生の探求』サンマーク出版 1996
- 『人生、われ以外みな師 夢を見て、夢を追い、夢を食う』致知出版社 1997
- 『窮すれば変じ変ずれば通ず 生き抜くリーダーの条件』東洋経済新報社 2000
- 『すべてを守ればすべてを失う 会社は不況では潰れない』プレジデント社 2001
- 『心に情熱の炎を燃やせ 人生・仕事・事業を変える珠玉の言葉』PHP研究所 2002

### 共著
- 『21世紀企業勝ち残りの方程式』飛岡健共著 致知出版社 1996